# Brachythecium cavifolium
Brachythecium cavifolium är en bladmossart som beskrevs av Theodor Carl Karl Julius Herzog 1916. Brachythecium cavifolium ingår i släktet gräsmossor, och familjen Brachytheciaceae. Inga underarter finns listade i Catalogue of Life.